# Leptohyphes vulturnus
Leptohyphes vulturnus är en dagsländeart som beskrevs av Allen 1978. Leptohyphes vulturnus ingår i släktet Leptohyphes och familjen Leptohyphidae. Inga underarter finns listade i Catalogue of Life.